# Byasjön (Tving, Tvings socken, Blekinge)
Byasjön är en sjö i Karlskrona kommun i Blekinge och ingår i Nättrabyåns huvudavrinningsområde. Sjön är 11,2 meter djup, har en yta på 0,121 kvadratkilometer och är belägen 49,3 meter över havet.

## Delavrinningsområde
Byasjön ingår i det delavrinningsområde (623859-148097) som SMHI kallar för Utloppet av Björkerydssjön. Medelhöjden är 69 meter över havet och ytan är 58,06 kvadratkilometer. Räknas de 28 avrinningsområdena uppströms in blir den ackumulerade arean 431,89 kvadratkilometer. Avrinningsområdets utflöde Nättrabyån mynnar i havet. Avrinningsområdet består mestadels av skog (60 procent) och jordbruk (23 procent). Avrinningsområdet har 1,14 kvadratkilometer vattenytor vilket ger det en sjöprocent på 2 procent. Bebyggelsen i området täcker en yta av 1,14 kvadratkilometer eller 2 procent av avrinningsområdet.